# Wendlinghausens slott

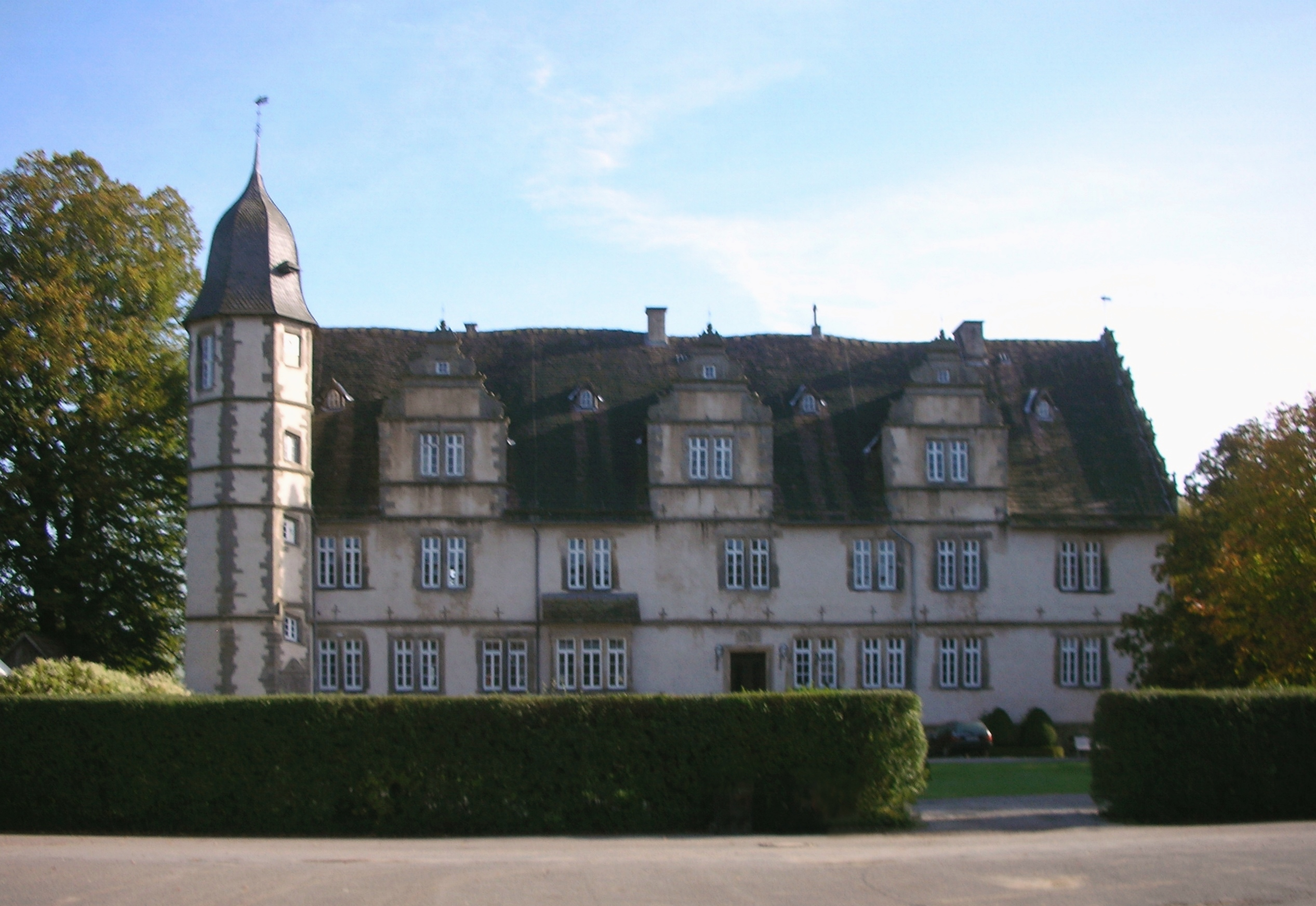
Wendlinghausens slott är byggt i stilen Weserrenässans

Wendlinghausens slott ligger strax utanför den gamla staden med samma namn, belägen i Nordrhein-Westfalen, Tyskland.
Staden och slottet tillhör kommunen Dörentrup i tidigare furstendömet Lippe.
Slottet byggdes före Trettioåriga kriget år 1613 av Hilmar von Münchhausen den yngre i stilen Weserrenässansen och är omgärdat av konstkanaler. En av byggherrens sysslingar var Baron von Münchhausen, den legendariske "ljugarbaronen".
Sedan 1731 tillhör slottet den gamla niedersachsiska adelsätten von Reden, vilken har byggt ut godset.